# Фронтовое (Ленинский район)
Фронтово́е (до 1945 года Кой-Аса́н; укр. Фронтове, крымскотат. Qoy Asan, Къой Асан) — село в Ленинском районе Республики Крым, в составе Семисотского сельского поселения (согласно административно-территориальному делению Украины — Семисотского сельсовета Автономной Республики Крым).

## Население
| 2001 | 2014 |
| ---- | ---- |
| 208  | ↘174 |

Всеукраинская перепись 2001 года показала следующее распределение по носителям языка
| Язык             | Процент |
| ---------------- | ------- |
| русский          | 60.58   |
| крымскотатарский | 15.87   |
| украинский       | 13.94   |

### Динамика численности
| - 1892 год — 215 чел. - 1902 год — 397 чел. - 1915 год — 344/72 чел. - 1926 год — 397 чел. - 1939 год — 420 чел. | - 1989 год — 219 чел. - 2001 год — 208 чел. - 2009 год — 196 чел. - 2014 год — 174 чел. |

## Современное состояние
На 2017 год во Фронтовом числится 1 улица — Мира; на 2009 год, по данным сельсовета, село занимало площадь 126,9 гектара на которой, в 79 дворах, проживало 196 человек.

## География
Фронтовое расположено на Ак-Монайском перешейке, соединяющем Керченский полуостров с основной частью Крыма, в маловодной Курпеченской балке, у берега сооруженного в балке Фронтового водохранилища, высота центра села над уровнем моря 22 м.
В селе находится Остановочный пункт 8 км (на линии Владиславовка — Керчь). Расстояние до берегов Азовского (на севере) и Чёрного (на юге) морей примерно по 7 км, до райцентра Ленино — примерно 32 километра (по шоссе). Транспортное сообщение осуществляется по региональной автодороге 35Н-332 Семисотка — Фронтовое (по украинской классификации — С-0-10825).

## История
Впервые в доступных источниках селение встречается в «…Памятной книжке Таврической губернии на 1892 год», согласно которой в деревне Коясан (русский) Владиславской волости Феодосийского уезда, входившей в Арма-Элинское сельское общество, числилось 215 жителей в 28 домохозяйствах, а в не входившем в сельское общество Коясане жителей и домохозяйств не числилось. На верстовой карте Крыма 1896 года в селении обозначено 33 двора с русским населением.
После земской реформы 1890-х годов деревня осталась в составе преобразованной Владиславской волости.
По «…Памятной книжке Таврической губернии на 1902 год» в деревне Коясан числилось 249 жителей в 30 домохозяйствах. По Статистическому справочнику Таврической губернии. Ч.II-я. Статистический очерк, выпуск пятый Феодосийский уезд, 1915 год, в деревне Кой-Асан русский Владиславской волости Феодосийского уезда числился 51 двор (50 дворов с землёй, 1 — безземельный) с русским населением в количестве 344 человек приписных жителей и 72 — «посторонних», из которых 202 мужчины и 214 женщин. Жители владели 890 десятинами удобной земли. В хозяйствах имелось 200 лошадей, 100 волов, 50 коров и 170 голов овец, свиней, или коз.
После установления в Крыму Советской власти, по постановлению Крымревкома от 8 января 1921 года была упразднена волостная система и село вошло в состав вновь созданного Владиславовского района Феодосийского уезда, а в 1922 году уезды получили название округов. 11 октября 1923 года, согласно постановлению ВЦИК, в административное деление Крымской АССР были внесены изменения, в результате которых округа ликвидировались и Владиславовский район стал самостоятельной административной единицей. Декретом ВЦИК от 04 сентября 1924 года «Об упразднении некоторых районов Автономной Крымской С. С. Р.» в октябре 1924 года район был преобразован в Феодосийский и село включили в его состав. Согласно Списку населённых пунктов Крымской АССР по Всесоюзной переписи 17 декабря 1926 года, в селе Кой-Асан (русский) Арма-Элинского сельсовета Феодосийского района имелось 93 двора, из них 80 крестьянских, население составляло 397 человек (191 мужчина и 397 женщин). В национальном отношении учтено 390 русских и 7 украинцев, действовала русская школа. Постановлением ВЦИК «О реорганизации сети районов Крымской АССР» от 30 октября 1930 года из Феодосийского района был выделен (воссоздан) Старо-Крымский район (по другим сведениям 15 сентября 1931 года) и село включили в его состав, а, с образованием в 1935 году Кировского — в состав нового района. По данным всесоюзной переписи населения 1939 года в селе проживало 420 человек. Видимо, в ходе той же реорганизации, был образован Кой-Асанский сельсовет, поскольку на 1940 год он уже существовал.
В годы Великой Отечественной войны на Ак-Монайских позициях, в окрестностях сёл Кой-Асан и Кой-Асан Татарский неоднократно велись ожесточённые бои с войсками вермахта. Первыми здесь пытались держать оборону в ноябре 1941 года части Приморской армии при отступлении от Перекопа на Таманский полуостров. Во время Керченско-Феодосийской десантной операции здесь проходила основная линия фронта, причем немцам удалось закрепиться на. Зимой и весной 1942 года бои с немецкой 11-й армией вели 51-я, 47-я и 44-я армии. 27 февраля—4 марта, 13—30 марта и 9—13 апреля Крымским фронтом были проведены три наступательных операции, давшие незначительный результат, но принёсшие большие потери в живой силе и технике. Район собственно Кой-Асанов находился в полосе 44-й армии, причём занятые немцами кой-асановские высоты западнее ручья Кой-Асан, позволяли врагк просматривать и простреливать всю глубину обороны. Впоследствии эти обстоятельства стали определяющими при выборе направления главного удара 11-й армии для операции Охота на дроф. Наступление немецкой 11-й армии началось 7 мая 1942 года и закончилось разгромом Крымского фронта. Ещё раз боевые действия на кой-асановском рубеже велись 11—12 апреля 1944 года, когда Приморская армия прорвала сопротивление немецко-румынских частей.
В 1946—1947 годах бойцы отрядов ОСОАВИАХИМА проводили разминирование территории, попутно обнаруживая останки советских воинов, появились первые послевоенные захоронения. С 2005 года по 2009 год включительно поиск ранее неизвестных захоронений советских воинов и перезахоронению останков проводился военно-патриотическими и историко-краеведческими экспедиции с общим названием «Ак-Монай». Общие потери в районе Кой-Асана пока выявлены для 6340 человек. На братском кладбище, устроенном поисковиками у дамбы Фронтового водохранилища захоронено в одиночных могилах 659 останков советских солдат. Постановлением Совета министров Республики Крым № 627 от 20 декабря 2016 года мемориал отнесён к категории объектов культурно-исторического наследия России регионального значения.
Указом Президиума Верховного Совета РСФСР от 21 августа 1945 года Кой-Асан был переименован во Фронтовое и Кой-Асанский сельсовет — во Фронтовской. С 25 июня 1946 года Фронтовое в составе Крымской области РСФСР, а 26 апреля 1954 года Крымская область была передана из состава РСФСР в состав УССР. Время присоединения Фронтовое к Ленинскому району неизвестно — на карте Крымской области 1956 года село ещё в составе Кировского, а на 15 июня 1960 года Фронтовской сельсовет уже в составе Ленинского района. Видимо, к 1962 году был ликвидирован сельсовет, поскольку в указе Президиума Верховного Совета УССР «Об укрупнении сельских районов Крымской области», от 30 декабря 1962 года он уже не упоминается. По данным переписи 1989 года в селе проживало 219 человек. С 12 февраля 1991 года село в восстановленной Крымской АССР, 26 февраля 1992 года переименованной в Автономную Республику Крым. С 21 марта 2014 года в составе Крыма аннексировано Россией.

## Археология
Л. Г. Мацкевой считал, что мезолитические стоянки Каменная Могила (Запорожская область) и Фронтовое I расположены в близких физико-географических условиях, имеют сходный кремнёвый инвентарь, а наличие домашнего быка в слое III Фронтового I и в нижних слоях Каменной Могилы подкрепляет гипотезу о доместикации быка в конце мезолита.